# Megaselia laffooni
Megaselia laffooni är en tvåvingeart som beskrevs av Robinson 1978. Megaselia laffooni ingår i släktet Megaselia och familjen puckelflugor.
Artens utbredningsområde är Alaska. Inga underarter finns listade i Catalogue of Life.